# Pagny-sur-Moselle
Pagny-sur-Moselle é uma comuna francesa na região administrativa de Grande Leste, no departamento de Meurthe-et-Moselle. Estende-se por uma área de 11,2 km². Em 2010 a comuna tinha 4 177 habitantes (densidade: 372,9 hab./km²).